# Juhász Andor
Juhász Andor (Kassa, 1864. szeptember 17. – Budapest, 1941. szeptember 25.) a Kúria elnöke, a Horthy-korszak igazságügyi politikájának egyik vezető alakja.

## Életútja
Juhász Mihály Andor és Gazsik Anna fia. Joggyakornokként lépett bírói pályára 1886-ban, majd 1895-ben kassai ítélőtáblai bíró, 1911-ben budapesti törvényszéki elnök, 1915-ben ítélőtáblai elnök lett. 1925 és 1934 között volt a Kúria elnöke. 1916 és 1918 között főrendiház, valamint 1927-től 1940-ig a felsőház tagja. Halálát mellgyík (Angina pectoris) okozta. Felesége Fleischer Etelka volt.
2007 óta a Nemzeti sírkert részeként védett sírja a Fiumei úti sírkertben található (34-1-31).

## Emlékezete
Emlékére alapították a Juhász Andor-díjat, mely a bírák és igazságügyi alkalmazottak kiemelkedő igazságszolgáltatási tevékenysége, példamutató életpályája elismerése gyanánt szolgál.

## Műve
- Beszédei (Bp., 1935)